# Kirche zum Heiligen Kreuz (Nußdorf)

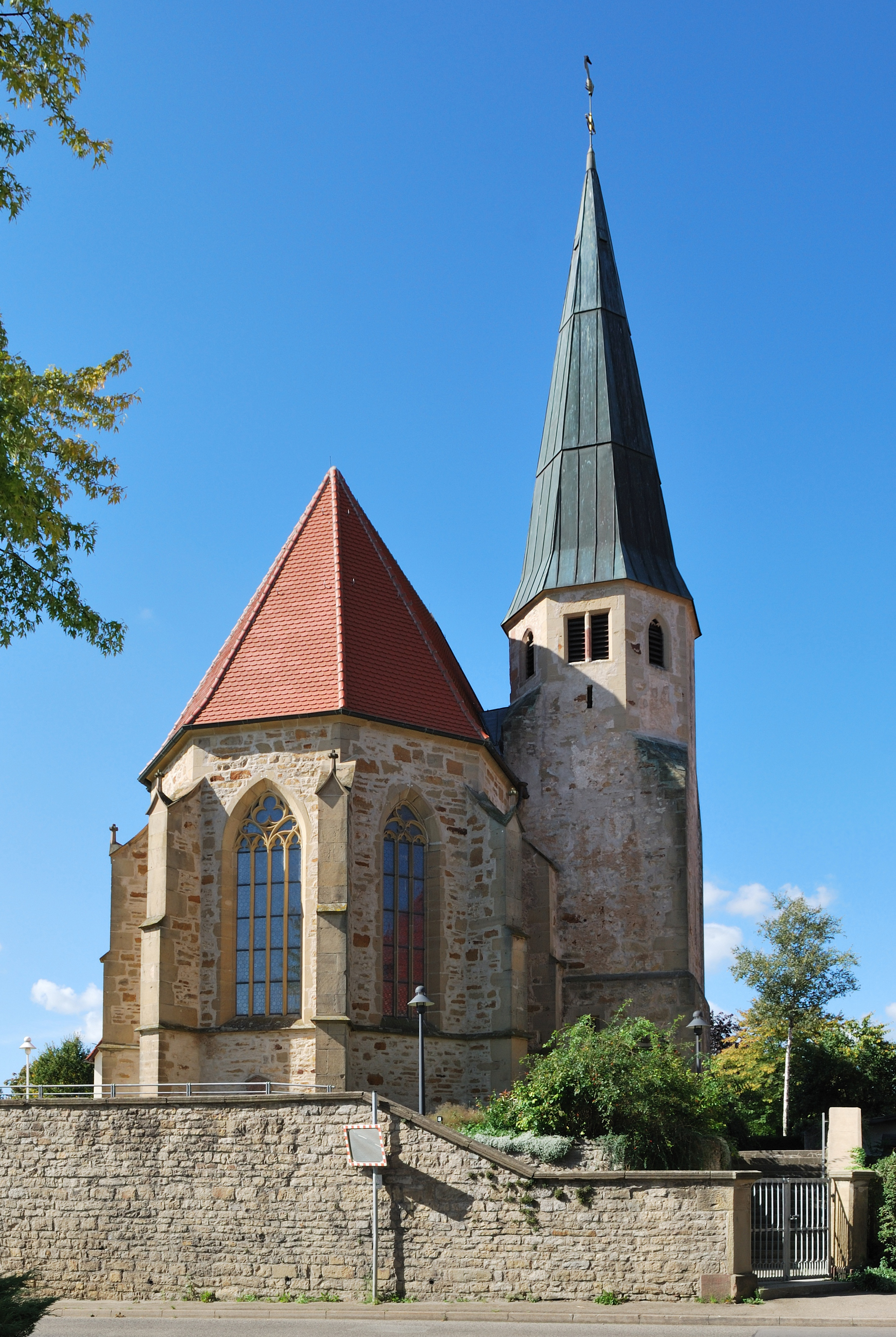
Kirche zum Heiligen Kreuz in Nußdorf

Die Kirche zum Heiligen Kreuz steht in Nußdorf, einem Ortsteil der Gemeinde Eberdingen im Landkreis Ludwigsburg in Baden-Württemberg. Das Bauwerk ist beim Landesamt für Denkmalpflege Baden-Württemberg als Baudenkmal eingetragen. Die Kirchengemeinde gehört zum Kirchenbezirk Vaihingen-Ditzingen der Evangelischen Landeskirche in Württemberg.

## Beschreibung

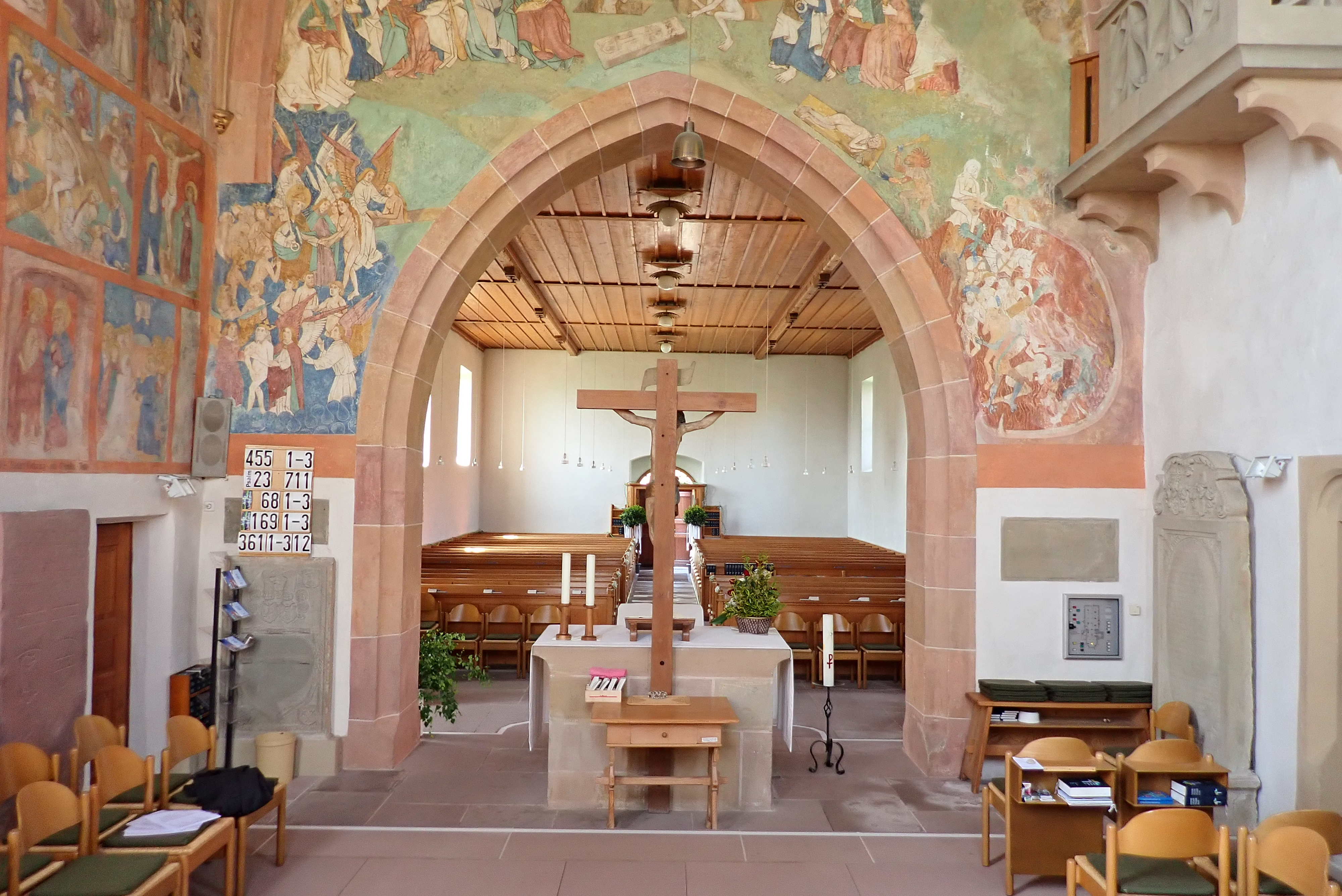
Blick vom Chorraum ins Kirchenschiff

Die damalige Wallfahrtskirche wurde 1475/80 nach einem Entwurf von Peter von Koblenz aus Bruchsteinen spätgotisch ausgebaut. Sie besteht aus einem Langhaus, einem eingezogenen, von Strebepfeilern gestützten Chor mit Fünfachtelschluss im Osten und einem Chorflankenturm auf quadratischem Grundriss an der Nordwand des Chors. Das achteckige, mit einem spitzen Helm abgeschlossene letzte Turmgeschoss enthält den Glockenstuhl mit zwei Kirchenglocken.
Im Innenraum des Langhauses sind die Ziborien der Seitenaltäre erhalten. Der Chor ist innen mit einem Sterngewölbe überspannt, das auf Konsolen ruht. Dort befinden sich mehrere Wand- und Deckenmalereien aus der Erbauungszeit, die nach starkem Verfall 1882 durch Johann Georg Loosen wiederhergestellt wurden. Die Orgel wurde 1954 von der Orgelbau Friedrich Weigle errichtet.